# Nesselnbach
Nesselnbach (toponimo tedesco) è una frazione del comune svizzero di Niederwil, nel Canton Argovia (distretto di Bremgarten).

## Storia

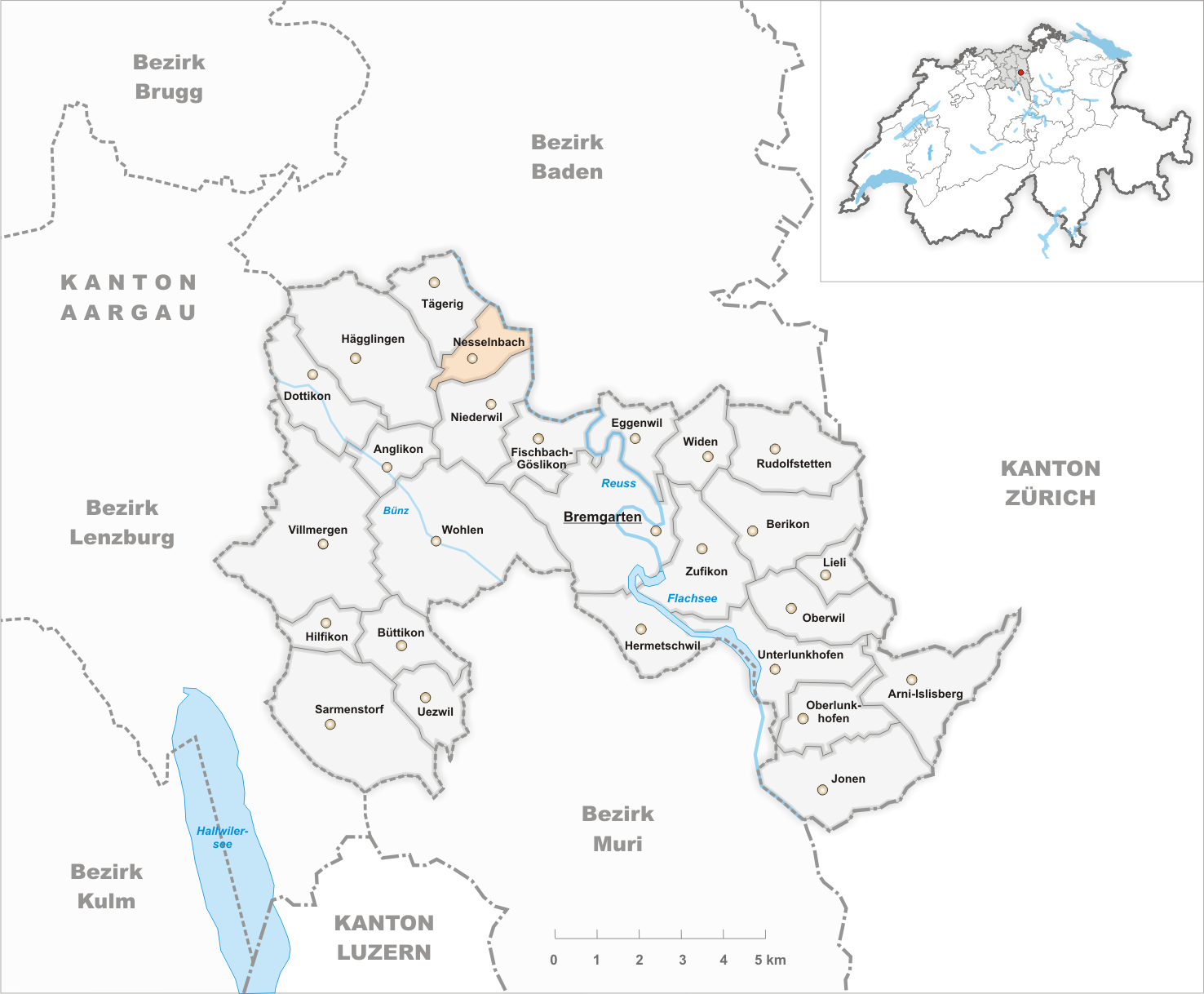
Il territorio del comune di Nesselnbach prima degli accorpamenti comunali del 1901

Già comune autonomo, nel 1901 è stato accorpato al comune di Niederwil.

## Monumenti e luoghi d'interesse

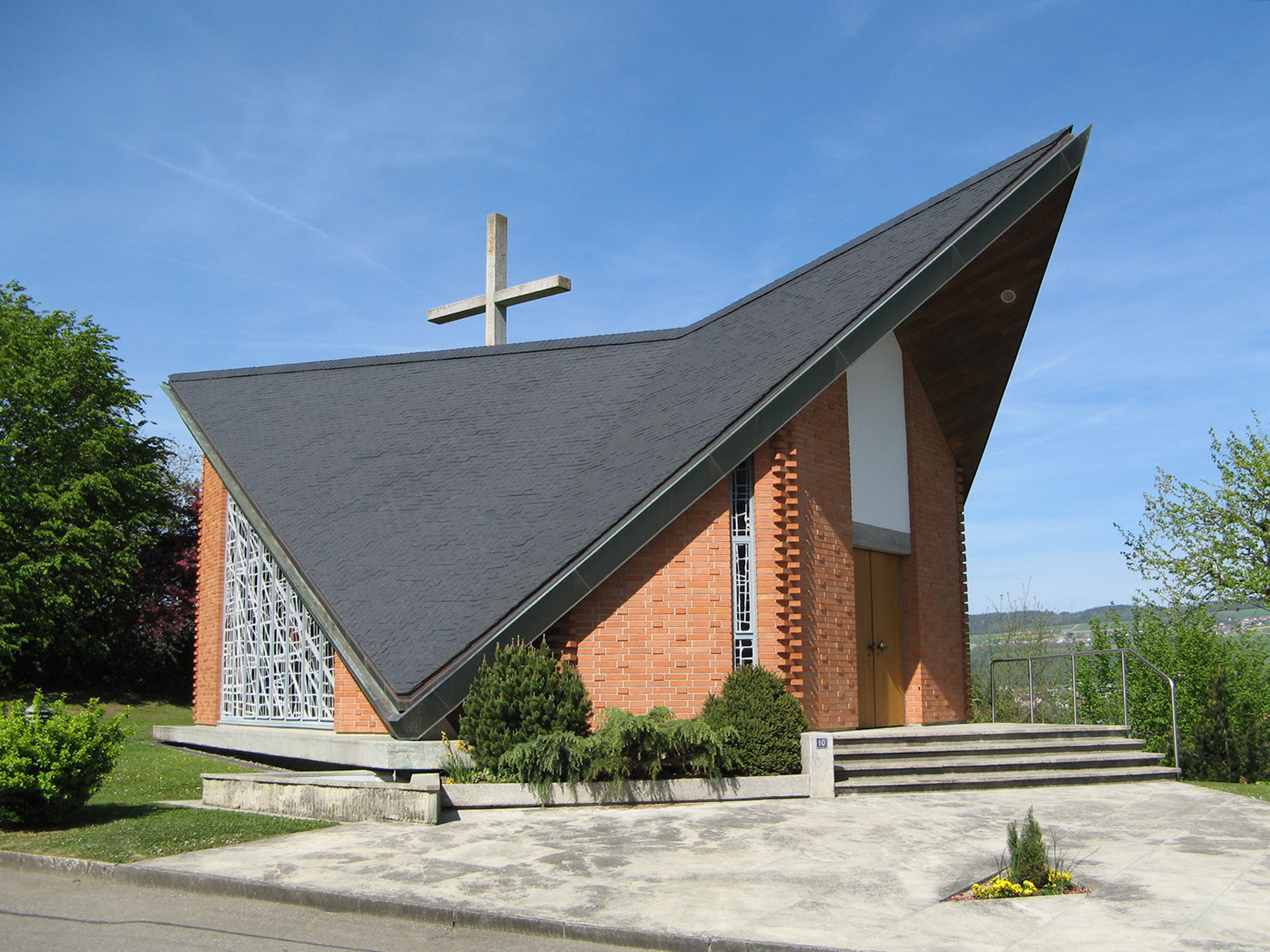
La cappella cattolica della Santa Croce

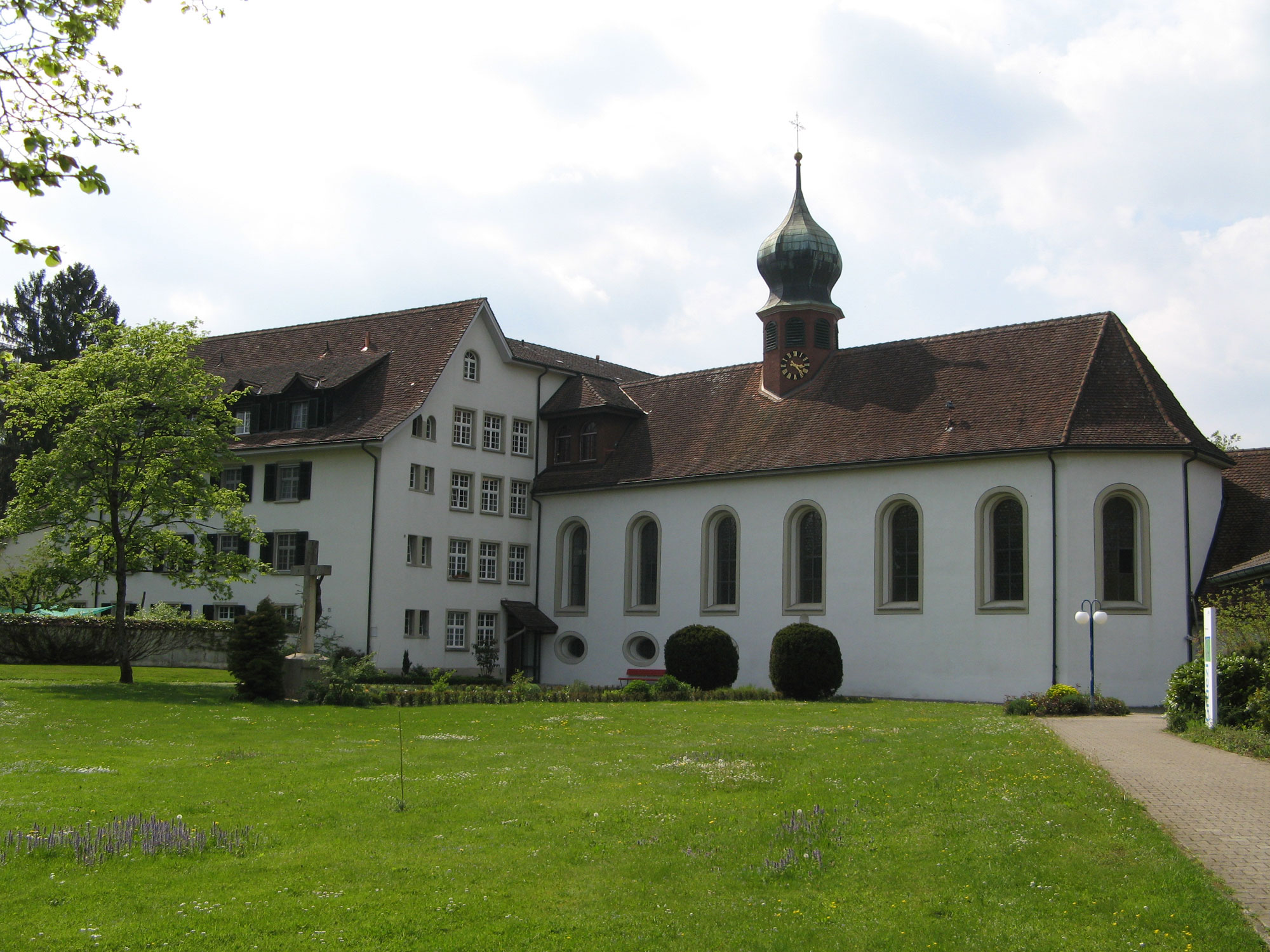
L'abbazia di Gnadental

- Cappella cattolica della Santa Croce;
- Abbazia di Gnadental, fondata nel 1394 e soppressa nel 1876[2].

## Società

### Evoluzione demografica
L'evoluzione demografica è riportata nella seguente tabella:
Abitanti censiti

## Amministrazione
Ogni famiglia originaria del luogo fa parte del cosiddetto comune patriziale e ha la responsabilità della manutenzione di ogni bene ricadente all'interno dei confini del comune.